# Direct Client-to-Client
Direct Client-to-Client (DCC) ist ein weitverbreitetes Kommunikationsprotokoll in der Informationstechnik, das von vielen IRC-Clients unterstützt wird. Es wird verwendet, um eine vom IRC-Server unabhängige Verbindung aufzubauen, die zum Austausch von Dateien sowie zum Chatten verwendet werden kann.
DCC-Verbindungen können auf zwei verschiedene Arten eingeleitet werden:
- Die verbreitetste Methode besteht aus der Einleitung einer DCC-Sitzung mit CTCP (Client-to-Client-Protocol). Eine CTCP-Anfrage wird dabei von einem Benutzer über das IRC-Netzwerk zu einem anderen geschickt.
- Ein anderer Weg, eine DCC-Sitzung einzuleiten, ist die direkte Verbindung eines Clients zu einem DCC-Server. Bei Verwendung dieser Methode müssen die beiden Parteien nicht einmal zu einem IRC-Netzwerk verbunden sein.

DCC beinhaltet folgende Dienste:
- CHAT: Erlaubt den Benutzern, sich miteinander über eine DCC-Verbindung zu unterhalten (chatten). Der Datenverkehr verläuft dabei direkt zwischen den zwei Benutzern und nicht über einen anderen Server (zum Beispiel das IRC-Netzwerk).
- WHITEBOARD: Ist eine Erweiterung von DCC CHAT und ermöglicht mit Hilfe eines interaktiven Whiteboards gemeinsam zu zeichnen oder Skizzen anzufertigen.[1]
- SEND: Erlaubt einem Benutzer, einem anderen Dateien (direkt) zu schicken.
- FSERVE: DCC fserve ist ein Dienst eines DCC-Servers, der es einem Benutzer gestattet, eine Liste von verfügbaren Dateien anzuzeigen bzw. herunterzuladen. Das Verfahren ist vergleichbar mit einem textbasierten FTP-Client. (Siehe hierzu auch XDCC.)

Viele IRC-Clients (zum Beispiel XChat, mIRC oder Nettalk) beinhalten bereits DCC und somit auch alle gängigen Möglichkeiten, die DCC mit sich bringt.